# 格吕菲
格吕菲（法語：Gruffy，法語發音：[ɡʁyfi]）是法国上萨瓦省的一个市镇，位于该省西南部，属于阿讷西区。

## 地理
格吕菲（45°47'16"N, 6°3'18"E）面积14.44 平方千米，位于法国奥弗涅-罗讷-阿尔卑斯大区上萨瓦省，该省份为法国东部省份，历史上为薩伏依的一部分，北与瑞士接壤，西接安省，南至萨瓦省，东与瑞士和意大利接壤。
与格吕菲接壤的市镇（或旧市镇、城区）包括：阿莱沃、屈西、埃里叙拉尔比、莱绍、米尔、维于拉谢萨。
格吕菲的时区为UTC+01:00、UTC+02:00（夏令时）。

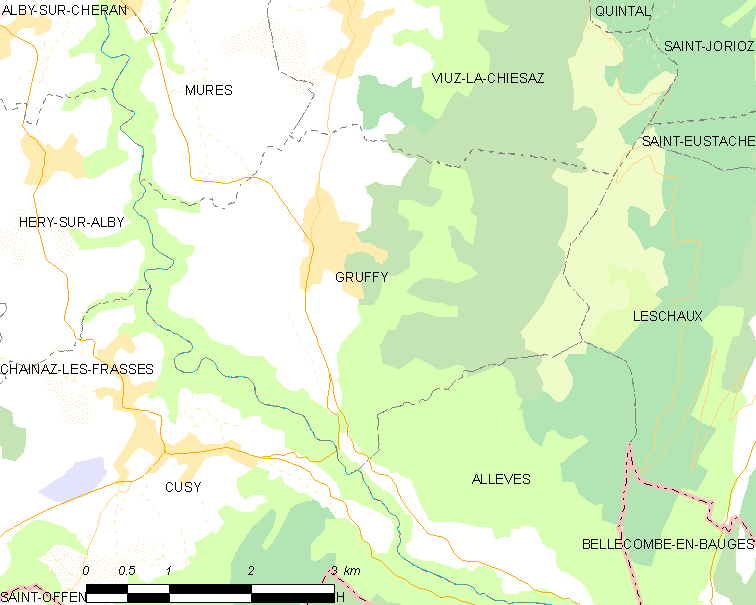
格吕菲的OSM定位图

## 行政
格吕菲的邮政编码为74540，INSEE市镇编码为74138。

## 政治
格吕菲所属的省级选区为吕米伊县。

## 交通
上萨瓦省省道D5线和D31线经过格吕菲境内，有客运巴士前往省会阿讷西。

## 人口

1962-2008年间格吕菲人口变化图示

格吕菲于2022年1月1日时的人口数量为1497人。